# أحمر شفايف (فلم)
أحمر شفايف هو فيلم مصري تم إنتاجه عام 1946، تأليف نجيب الريحاني وبديع خيري، وإخراج ولي الدين سامح وبطولة نجيب الريحاني وسامية جمال وزوزو شكيب.

## قصة الفيلم
«إبراهيم أفندي» (نجيب الريحاني) موظف بسيط يعمل في مصنع مشروبات ويعيش في أسرة بسيطة يجمعها الحب بينما هناك في المصنع يلتقي بالفتاة اللعوب «قمر» (سامية جمال) ابنة أخت أحد السعاة «مدبولي» الذي يبحث لها عن عمل فيلحقها الموظف خادمة في منزله، وتمارس قمر عليه ضغوطًا عاطفية حتى يحدث أن يمتلئ منديله بحبر أحمر ظننته زوجته «نرجس» (زوزو شكيب) أنه أحمر شفاه فتركت له المنزل واصطحبت أبناءها معها، وتركته فريسة لهذه الفتاة اللعوب وخالها الذي توهمه ابنة أخته أن الموظف يعيش معها قصة حب فيحاول إجباره على زواجها مما يختل معه ميزان حياته ويعمل منومًا مغناطيسيًا في ملهى ليلى وتحضر الزوجة إحدى حفلاته مما يصدمه، لكنه يستطيع أن يفر من زيجته بالفتاة اللعوب قمر وتكتشف الزوجة بالصدفة حين يعبث ابنها بالقلم الأحمر على المنديل، أنها أخطأت في حق زوجها فتعود إليه وتعده بأن تثق فيه ولا يخامرها الشك أبداً حتى ولو وجدت في منديله أحمر شفايف.

## فريق العمل
إخراج: ولي الدين سامح
تأليف:
- نجيب الريحاني
- بديع خيري

إنتاج: أفلام الريحاني
بطولة:
- نجيب الريحاني (إبراهيم أفندي)
- سامية جمال (قمر)
- زوزو شكيب (نرجس)
- عبد العزيز خليل
- علي عبد العال
- عفاف شاكر
- وداد حمدي
- رياض القصبجي
- عبد المنعم إسماعيل

## وصلات خارجية
- أحمر شفايف على موقع قاعدة بيانات الأفلام العربية